# Stefan Poslovski
Stefan Poslovski (* 7. Juli 1975 in Karlsruhe) ist ein deutscher Musicaldarsteller.

## Biographie
Poslovski verbrachte etwa die ersten 21 Jahre seines Lebens in seinem Geburtsort Neureut-Kirchfeld, einem Stadtteil von Karlsruhe. Als Sohn eines Akkordeonlehrers nahm er dort schon früh Musik-, Gesangs- und Tanzunterricht und war später Tanzleiter der „Donauschwäbischen Volkstanzgruppe Karlsruhe-Neureut“.
Nach dem Abitur leistete er seinen Wehrdienst in Idar-Oberstein und überlegte dann zunächst, Tanzlehrer zu werden oder Musik zu studieren. Zwischen diese Entscheidung trat 1996 eine Brasilienreise, die er antrat, um einer anderen Volkstanzgruppe aus Ulm personell auszuhelfen. In der Bungalowanlage lernte er dort Janet Albright kennen, die zu dieser Zeit Keyboard im Musical Cats spielte. Diese interessierte sich für seine Zukunftswünsche und gab ihm die Adresse eines Gesanglehrers einer Hamburger Musicalschule. Während der Teilnahme an einem Musical-Workshop entschied er sich für eine Ausbildung zum Musicaldarsteller an der Stage School Hamburg. Noch bevor er zwei Monate später die Aufnahmeprüfung der Musicalschule bestand, engagierte John Lehmann, der Leiter des Workshops ihn als Tenor im Musical Hair.

## Musical-Engagements
- 1996 in Hair (Freilichtspiele Tecklenburg)
- 1997 in Hello Dolly (Freilichtspiele Tecklenburg)Page
- 1997 in The Rocky Horror Show Phantom
- 1997–1999 in Les Misérables (Musicaltheater Duisburg) Babet / Cover Grantaire / Swing
- 1999/2000 in Chicago (Theater des Westens Berlin) Mary Sunshine (Premierenbesetzung)
- 1999/2000 in Sweeney Todd (Nationaltheater Mannheim)  Tobias Ragg
- 2000 in Chicago (Deutsches Theater München)  Mary Sunshine
- 2000/2001 in Chicago (Messetheater Basel) Zweitbesetzung Mary Sunshine
- 2001 in Tanz der Vampire (Apollo Theater Stuttgart) Zweitbesetzung Alfred und Ensemble
- Oktober 2001 in Caspar Hauser (Studiotheater Stuttgart) Caspar Hauser
- November 2001 Les Misérables (Deutsche Oper Bonn) Feuilly
- 2001/2002 Tanz der Vampire (Apollo Theater Stuttgart) Alfred
- September 2002 – Januar 2004 Wake up Raimund Theater Wien Zweitbesetzung Ronny Ren und Ensemble
- Juni–August 2004 „Bonifatius“ in Fulda Bischof Gewilip
- September–Dezember 2004 Les Misérables Theater des Westens Berlin Zweitbesetzung Grantaire, Zweitbesetzung Thénardier und  Swing
- Januar 2005-Januar 2006 Tanz der Vampire Neue Flora Hamburg Professor (alternierend), Zweitbesetzung Herbert und Swing
- Juni–Juli 2005 im Musical „Bonifatius“ Fulda  Bischof Gewilip (alternierend)
- August–September 2006 im Musical „Bonifatius“ Fulda  Bischof Gewilip
- November 2006-August 2007  3 Musketiere Apollo Theater Stuttgart James/Conferencier
- seit November 2007  Wicked – Die Hexen von Oz Palladium Theater Stuttgart Zweitbesetzung Dr. Dillamond, Zweitbesetzung Zauberer und Ensemble
- 17. Januar 2010 Die 10 Gebote (Westfalenhalle Dortmund) Pharao
- Juli – September 2011  Jesus Christ Superstar Freilichtspiele Tecklenburg Annas
- Seit 2015 Luther Pop-Oratorium  Ablassprediger/Essemble[1]
- September 2016 Schikaneder  Benedikt Schack[2]